# Cancarix
Cancarix es una localidad española del municipio de Hellín, perteneciente a la provincia de Albacete, en la comunidad autónoma de Castilla-La Mancha.

## Geografía
Se encuentra en la parte sureste de la provincia de Albacete limitando con Región de Murcia. Se sitúa a 17 km de Hellín y a 70 km de Murcia. Se trata de una pedanía de Hellín.
Está ubicada a 502 m sobre el nivel del mar. La vía principal para llegar a esta población es la A-30 (Autovía de Murcia) y la N-301. En el lugar se encuentra el Pitón Volcánico de Cancarix.

## Historia
La población básicamente se dedica a la agricultura, debido a lo cual es muy común poder ver cultivos de cereal, el almendro y la vid, pudiendo notarse también que existe gran dedicación por el ganado porcino, caprino, así como el ovino.
En la sierra de las Cabras se encuentra el Pitón Volcánico de Cancarix. En sus tiempos de actividad arrojó un tipo de piedra única que no se ha visto en ninguna otra parte del mundo, a la cual se le ha dado el nombre de cancalita en honor a la localidad cercana a este volcán.

## Demografía
En 2017 contaba con 77 habitantes según los datos oficiales del INE.

## Fiestas patronales
Su fiesta patronal se celebra el 15 de agosto, en honor a su patrón San Roque.
- Datos: Q5747019
- Multimedia: Cancarix / Q5747019